# Cratere Radhika
Radhika  è un cratere sulla superficie di Venere.